# Concepción (Perú)
Concepción es una ciudad peruana, capital del distrito y de la provincia homónimos en el departamento de Junín, en pleno valle del Mantaro, a 22 km al noroeste de la ciudad de Huancayo.

## Historia
Fue fundada por los españoles el 8 de diciembre de 1537. con el nombre de Concepción de Lapa. Concepción fue distrito de Jauja hasta el año de 1951.
La ciudad es llamada "Dos veces heroica". La primera vez fue denominado como "Pueblo Heroico" por el General San Martín, al enfrentarse valerosamente a las fuerzas del  "Ejército Real del Perú", con la participación de las heroínas Toledo. La segunda vez fue otorgada en la lucha durante el Combate de la Concepción del 9 y 10 de julio en la campaña de la Sierra en la guerra del Pacífico. En el contexto de la Campaña de la Sierra de la Guerra del Pacífico, 77 chilenos defendieron a muerte la plaza de La Concepción, en una emblemática lucha sinónimo de valentía y sacrificio, hito clave en la historia de Chile.

### En la época pre-inca
El territorio de Concepción formaba la nación Xauxa-Huancas, cuyo territorio se extendía por Huancavelica y Tarma.
Las tribus xauxa-huancas construyeron sus viviendas y pueblos en las faldas de los cerros y que en la quebrada del río Concepción, se hallaba una ciudad sinchicona huanca. Estas ruinas nada han quedado, porque los catequizadores lo destruyeron.
La organización social de éstas tribus, estaba basada en el ayllu, su religión totemista, veneraban al perro (alko) y al sapo (iachag). Pero el perro era el animal sagrado con el que se enterraban para ser honrados en la otra vida como afirma Felipe Guamán Poma de Ayala.

### Bajo la dominación Inca
Los Wankas o Huancas fueron conquistados por las huestes del Capac Yupanqui y el Valle de Xauxa formó parte del Tahuantinsuyo, según los cronistas e informaciones, al comienzo la resistencia a la dominación Inca fue heroica, pero luego se sometieron pacíficamente, con Apo Guala.
Los Incas para quitarles las precedencias que traían, dividieron al Valle de Xauxa en tres parcialidades: Xauxa al norte, Marcavilca al centro y Lacsapallanga al sur, más tarde estas zonas se llamaron también Hurin-Huanca, Hanan Huanca y Chongos.
Las tierras de Concepción pertenecían a la parcialidad de Hurín Huanca cuya capital incásica fue Tunán-Marca hoy llamado San Jerónimo de Tunán.

### En la era Colonial
Concepción, como todo el Valle de Xauxa, fue encomendado al capitán Alonso de Riquelme en el año 1536 y luego a don Rodrigo de Mazuelas que desde luego se consolidada la conquista además se fundan pueblos y ciudades efectuadase la división política del Virreinato por Lope de García de Castro en 1564.
En el año 1533 Pizarro con Valverde plantarón la primera Cruz en la actual ciudad.
En el 1537 los españoles fundaron el pueblo cuyo nombre lleva hoy sobre una aldea indígena llamada Lapa.
Concepción de Lapa forma parte del Repartimiento de Hurín Huanca, 1578,  y en el "Corregimiento de Jauja y ciudad de los Reyes" además de están encomendado al capitán Martín de Guzmán. Concepción de Lapa como integrante del Corregimiento de Jauja permanece hasta 1784 en que se formaron las Intendencias. Desde entonces hasta 1821, depende, políticamente, de la Intendencia de Tarma como Partido del Subdelegación de Jauja.
La Parroquia de Concepción fue fundada por los frailes franciscanos, y el Valle de Xauxa pertenecían al Obispado de Lima hasta 1865 en que pasó a depender de la Diócesis de Huánuco.
Antes de la fundación del Convento de Ocopa, Concepción era Cabeza de Doctrina para conversión de los infieles del oriente, con un convento de Franciscanos. "El Convento de Observancia de San Francisco" se convirtió en el actual Convento de Santa Rosa de Ocopa. Los primeros misioneros que fundaron el convento fue en el tiempo del Virrey don José de Armendáriz, Marqués de Castelfuerte en 1724.
Y fue en el año de 1725 que se fundó el Convento por Fray Francisco de San José, por bula del Papa Clemente XIII y por Cédula Real del Rey Fernando VI. El Convento de Ocopa dependió de Lima hasta el año 1787, siendo su guardián propio Fray Francisco Manuel Sobreviela, con 34 frailes.

## Clima
| Parámetros climáticos promedio de Concepción | Parámetros climáticos promedio de Concepción | Parámetros climáticos promedio de Concepción | Parámetros climáticos promedio de Concepción | Parámetros climáticos promedio de Concepción | Parámetros climáticos promedio de Concepción | Parámetros climáticos promedio de Concepción | Parámetros climáticos promedio de Concepción | Parámetros climáticos promedio de Concepción | Parámetros climáticos promedio de Concepción | Parámetros climáticos promedio de Concepción | Parámetros climáticos promedio de Concepción | Parámetros climáticos promedio de Concepción | Parámetros climáticos promedio de Concepción |
| Mes                                          | Ene.                                         | Feb.                                         | Mar.                                         | Abr.                                         | May.                                         | Jun.                                         | Jul.                                         | Ago.                                         | Sep.                                         | Oct.                                         | Nov.                                         | Dic.                                         | Anual                                        |
| -------------------------------------------- | -------------------------------------------- | -------------------------------------------- | -------------------------------------------- | -------------------------------------------- | -------------------------------------------- | -------------------------------------------- | -------------------------------------------- | -------------------------------------------- | -------------------------------------------- | -------------------------------------------- | -------------------------------------------- | -------------------------------------------- | -------------------------------------------- |
| Temp. máx. media (°C)                        | 18.5                                         | 18.2                                         | 18.3                                         | 19                                           | 19.4                                         | 19.5                                         | 19.5                                         | 20.1                                         | 20                                           | 20.1                                         | 20.3                                         | 19.5                                         | 19.4                                         |
| Temp. media (°C)                             | 12.6                                         | 12.5                                         | 12.3                                         | 12.1                                         | 11.5                                         | 10.3                                         | 10.4                                         | 11.3                                         | 12.3                                         | 13                                           | 13.1                                         | 12.8                                         | 12                                           |
| Temp. mín. media (°C)                        | 6.8                                          | 6.9                                          | 6.3                                          | 5.2                                          | 3.7                                          | 1.2                                          | 1.3                                          | 2.6                                          | 4.7                                          | 6                                            | 6                                            | 6.1                                          | 4.7                                          |
| Fuente: climate-data.org                     |                                              |                                              |                                              |                                              |                                              |                                              |                                              |                                              |                                              |                                              |                                              |                                              |                                              |